# Долина Упано
Долина Упано — скупчення археологічних ділянок у тропічних лісах Амазонії. Вони розташовані в долині річки Упано на сході Еквадору. До складу пам'яток входять кілька міст; вважається, що вони були заселені ще у 500 році до н.е., тобто передували будь-якому іншому відомому складному амазонському суспільству понад на тисячоліття.

## Історія розкопок
Найдавніші свідчення про первісні поселення в регіоні долини Упано були знайдені в 1970-х роках. Стефен Ростейн, археолог з Національного центру наукових досліджень Франції, розпочав розкопки в цьому регіоні в 1990-х роках. Дослідження ділянок прискорилося після того, як уряд Еквадору профінансував Лідар-обстеження долини Упано у 2015 році, що сприяло відкриттю набагато більшої кількості поселень, ніж було виявлено раніше. Команда Ростейна опублікувала свої знахідки за результатами Лідар-обстеження в журналі Science в січні 2024 року.

## Опис ділянок
Відомі місця розкинулися на 300 квадратних кілометрів у долині річки Упано. Команда Ростейна повідомила про відкриття п'ятнадцяти поселень, п'ять з яких були описані як «великі поселення»; особливо пріоритетними були розкопки двох поселень, відомих як Кіламопе і Сангай. Основний район Кіламопе охоплює територію, яку можна порівняти за розмірами з плато Гіза або головним проспектом Теотіуакана. Типова схема будівництва на цих ділянках була зосереджена навколо прямокутних платформ, які були побудовані шляхом розкопування і вирівнювання вершин пагорбів. Було виявлено близько 6 000 таких платформ, на яких були побудовані споруди групами від трьох до шести. Вважається, що ці споруди були насамперед житловими, хоча деякі з них мали ритуальне призначення. На платформах були знайдені вогнища і ями, а також глечики, каміння для подрібнення рослин і спалене насіння. Вони мають розміри приблизно 20 метрів на 10 метрів і висоту 2-3 метри. Один із комплексів у Кіламопе мав платформу розміром 140 метрів на 40 метрів. Система доріг, що простягалася на 25 кілометрів, з'єднувала житлові райони долини. Навколо деяких поселень були помічені рови і загородження на дорогах, що свідчить про те, що вони, можливо, були потрібні для захисту від загроз.
Було виявлено, що урбанізовані райони ділянок долини Упано були оточені сільськогосподарськими угіддями, включаючи поля і тераси на схилах пагорбів, на яких вирощували такі сільськогосподарські культури, як кукурудза, маніок і солодка картопля. Ці сільськогосподарські угіддя були обмежені мережею дренажних канав і каналів. Ростейн припускає, що сусідній вулкан Санґай забезпечив регіон багатим ґрунтом для обробки.
Поселення в долині Упано були вперше заселені близько 500 року до н.е., і вважається, що вони були покинуті між 300 і 600 роками н.е. Ростейн припускає, що занепад поселень може бути пов'язаний з виверженнями вулкану Санґай. Населення регіону є предметом дискусій; Антуан Дорісон, співавтор статті в журналі Science, вважає, що населення кластеру досягало свого піку на рівні від 15 000 до 30 000 осіб, в той час як інші припускають, що регіон міг бути домівкою для понад 100 000 людей.
Археологи визначили мешканців цих ділянок як представників культур Кіламопе та Упано. Суспільство та культурні практики цих груп досі мало вивчені. Матеріальна культура, яка була знайдена на цих ділянках, включає розписний глиняний посуд, а також глечики із залишками чичі, алкогольного напою на основі кукурудзи, поширеного в доколумбовій Південній Америці.